# Les tribulacions d’un xinès a la Xina
|  | No s'ha de confondre amb Les trifulgues d'un xinès a la Xina. |

Les tribulacions d'un xinès a la Xina (títol original en francès: Les Tribulations d'un Chinois en Chine) és una pel·lícula franco-italiana estrenada el 1965, dirigida per Philippe de Broca.
És una adaptació molt lliure de Les Tribulacions d'un Xinès a la Xina, novel·la del mateix nom de Jules Verne.
Ha estat doblada al català.

## Argument
Arthur Lemperador, multimilionari desocupat de trenta anys, voluble però promès amb la jove Alice, vol posar fi a la seva vida, per avorriment. Totes les seves temptatives fracassen. Decideix llavors marxar amb el seu iot amb Alice, el seu criat Léon, la seva futura sogra Suzy i Cornelius, el seu company, i finalment el Sr. Goh, un vell amic i antic tutor. Han de fer la volta al món.
A Hong Kong, l'administrador de Lemperador, M. Biscoton, els anuncia la ruïna d'Arthur, que continua amb les seves temptatives de suïcidi, mentre Suzy parla d'anul·lar el matrimoni. M. Goh decideix llavors confiar-li a Arthur la seva mort: Arthur agafa una assegurança de vida (d'una durada d'un mes) a nom d'Alice i del Sr. Goh, mentre aquest últim es conforma en fer-se matar. Arthur el veu contractar dos homes patibularis per seguir-lo, després d'altres, per matar-lo sens dubte... I aviat escapa a una temptativa d'homicidi, organitzada pel Sr. Goh.
Arthur no es deixa i fuig, acompanyat de Léon. En un cabaret de Hong Kong, es creua amb Alexandrina, una etnòloga que es paga el seu viatge al voltant del món fent strip-teaseuses. Perseguits, Léon i Arthur irrompen a la llotja de la ballarina. Encara que Alexandrina, interessada per les aventures d'Arthur, sembla desinteressar-se de les seves temptatives de seducció.
Però Arthur ja no desitja morir, envigorit per la seva trobada d'Alexandrina. Marxa llavors a la recerca del Sr. Goh, però aquest ha marxat a l'Himalaya havent confiat la cura de matar Arthur a estrangers. Léon i Arthur volen llavors cap a l'Índia, després a l'Himalaya. Intenten arribar al convent del Sr. Goh a peu, però les dificultats de la carretera i els perseguidors no faciliten el seu periple; acaben amb tot arribant al convent, al peu de l'Everest. Són llavors capturats per muntanyencs, després salvats pels "patibularis" (que resulten ser enviats per la companyia de seguretat per vigilar la salut de Lemperador).
Els dos guardaespatlles revelen a Lemperador que Goh no ha marxat de Hong Kong. Intenten llavors trobar-lo junts: Arthur troba Alexandrina, després el Sr. Goh. Aquest reconeix que mai no ha tingut la intenció de fer-ho matar, però que era essencial que Arthur ho cregués per trobar el gust a la vida. Suzy decideix, amb l'ajuda de Cornelius, d'acabar amb Arthur en lloc del Sr. Goh, que troba massa lent. Després d'haver perdut la seva primera temptativa, Suzy apel·la a Charlie Fallinster, el rei de la màfia local, Mentre Cornelius confesa tot a Arthur. Només queden tres dies perquè la prima sigui anul·lada.
Fallinster posa avisos de recerca a tot Hong Kong, i Arthur no pot fer un pas sense ser seguit per assassins a sou. Es refugia amb Alexandrina, després en un teatre xinès, i són finalment detinguts per la policia. Després d'haver anat a la presó, fugen en un jonc, després en taüts flotants, arriben a una illa deserta, després el mateix Fallinster va a la seva caça, ajudat de la seva tropa de pirates.
Arthur i Alexandrina acaben per ser salvats per Léon i Cornélius. Recollits al seu vaixell, Léon es promet amb Alice (amb la benedicció de Suzy, sermonejada per Cornélius), Arthur amb Alexandrina. Mentre Biscoton fa la seva reaparició: la fallida d'Arthur era una falsa notícia, Lemperador segueix sent multimilionari. Arthur s'enfonsa de nou...

## Comparació entre el llibre i la pel·lícula
Els arguments de les dues obres són molt diferents, però un cert nombre d'elements del llibre han estat recuperats a la pel·lícula: el personatge principal, Arthur Lemperador, un home molt ric, cansat de la vida, demana a un dels seus amics que el mati. Malgrat aquest tema aparentment macabre, les dues obres són comèdies. El personatge del criat, Léon, dirigeix diverses escenes divertides tant al llibre com a la pel·lícula, però d'una manera totalment diferent. A més, els personatges de Jules Verne són xinesos contràriament als que descriu Philippe de Broca.
Diverses escenes de la pel·lícula són àmpliament inspirades dels àlbums de Hergé, sobretot la travessia de Delhi o la part rodada a Himalaya de Tintin al Tibet o encara del Temple del sol i de James Bond contra Dr. No.

## Rodatge
Philippe de Broca, després de l'èxit de L'Homme de Rio, ha recercat l'exotisme a qualsevol premi girant al Nepal a Katmandú, a Hong Kong després a Malàisia a l'arxipèlag de Langkawi, al mar d'Andaman.

## Repartiment
- Jean-Paul Belmondo: Arthur Lemperador
- Ursula Andress: Alexandrine Pinardel
- Jean Rochefort: Léon
- Maria Pacôme: Suzy Ponchabert
- Valérie Lagrange: Alice Ponchabert
- Darry Cowl: Biscoton
- Paul Préboist: L'adjudant Cornac
- Jess Hahn: Cornelius
- Mario David: el Sergent Roquentin
- Valéry Inkijinoff: M. Goh
- Alexandre Mnouchkine: El director de la compayia d'assegurances
- Joe Saïd: Charlie Fallinster
- Gil Delamare: el pilot de l'avió
- Boris Lenissevitch: el professor